# Casa Busnelli
Casa Busnelli (anche palazzo Busnelli) è un palazzo storico di Schio, collocato lungo via Pasini, nel centro storico.

## Storia

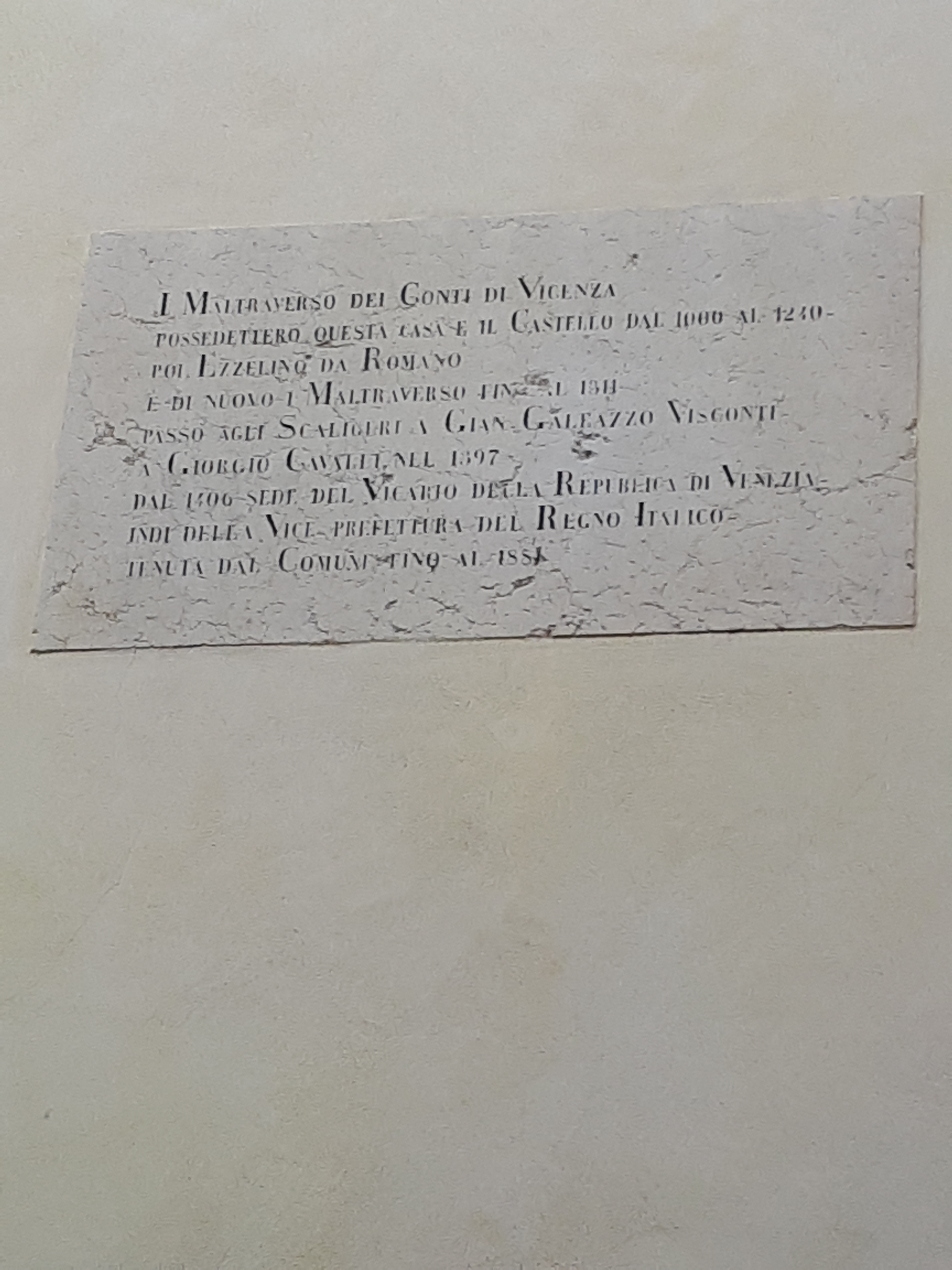
La lapide murata sulla facciata dell'antico palazzo

Casa Busnelli vanta una origine molto antica, risale infatti con ogni probabilità al XIII secolo. Il palazzo sin dalla sua fondazione fu sede del potere civile scledense; ospitò infatti i rappresentanti delle varie signorie che esercitavano il controllo del borgo (i Maltraversi, Ezzelino da Romano, Giorgio Cavalli) e in età veneziana fu residenza del vicario che amministrava il Vicariato di Schio. Il palazzo divenne residenza del vicario a partire dal 12 maggio 1406 come da decreto del doge Michele Steno: il vicario della Repubblica aveva obbligo di dimora nella casa, non potendo allontanarsi per più di 3 giorni al mese dal centro abitato. Spettava alla comunità di Schio l'obbligo di pagare l'affitto del palazzo.
Concluso il periodo veneziano palazzo Busnelli divenne proprietà del comune di Schio e ospitò la viceprefettura del Regno d'Italia, fino al 1881. Successivamente passò a proprietari privati: Alessandro Rossi e suo figlio Francesco prima, a Gaetano Busnelli dal 1905.
Una lapide murata sulla facciata così sintetizza le vicende storiche del palazzo: I MALTRAVERSO DEI CONTI DI VICENZA / POSSEDETTERO QUESTA CASA E IL CASTELLO DAL 1000 AL 1240 / POI EZZELINO DA ROMANO E DI NUOVO I MALTRAVERSO FINO AL 1311 / PASSÒ AGLI SCALIGERI, A GIAN GALEAZZO VISCONTI / A GIORGIO CAVALLI NEL 1397 / DAL 1406 SEDE DEL VICARIO DELLA REPUBBLICA DI VENEZIA / INDI DELLA VICE PREFETTURA DEL REGNO ITALICO / TENUTA DAL COMUNE FINO AL 1881
Il 29 aprile 1945 da casa Busnelli Nello Boscagli ("Alberto"), comandante della divisione Ateo Garemi, coordinò le operazioni di guerriglia che sfociarono nella tregua tra il Comitato di Liberazione Nazionale e il Comando tedesco, con conseguente liberazione della città di Schio. Una lapide a ricordo di questo avvenimento è posta in facciata del palazzo, a fianco del portale d'accesso al porticato.

## Descrizione
Casa Busnelli è un fabbricato di due piani e sottotetto, dall'aspetto sobrio e lineare.
Il prospetto principale che si affaccia lungo via Pasini è ritmato ai piani superiori da una regolare sequenza di cinque aperture per piano poste in asse. La finestre del piano nobile presentano una modanatura leggermente più elaborata rispetto alle altre aperture; queste recano incisa la scritta Francisco - Ghellino - Vicario et - Authore 1581 che si riferisce probabilmente a lavori di rifacimento della facciata del palazzo. In posizione centrale si sviluppa il poggiolo caratterizzato dall'elegante parapetto in ferro. Al piano terra un portone metallico, incorniciato da una modanatura lapidea, permette l'accesso al porticato e cortile interno (un tempo forse adibito a pubblica piazza), ai lati invece i riadattamenti fatti per creare gli accessi a esercizi commerciali hanno snaturato la primitiva struttura del fabbricato. Il portico conserva gli stemmi di quattro degli oltre 300 vicari che governarono Schio: Ascanio Sorio (1567), Francesco Brandizio (1590-1591), Giangaleazzo Thiene (1626-1627) e Francesco Valle (1766-1767) (durante i restauri dell'edificio in facciata erano emersi altri stemmi completamente scalpellati e quindi illeggibili); sopra una mensola un busto in pietra di Alessandro Rossi.
Il prospetto posteriore presenta al pian terreno una doppia arcata sostenuta da una colonna databile al 1200. Al piano nobile un loggiato si affaccia sul cortile. Le colonne centrali della loggia, una bianca e l'altra colorata, rappresentavano l'innocenza o la colpevolezza dell'imputato sottoposto a giudizio. In tempi relativamente recenti il prospetto è stato parzialmente manomesso dalla realizzazione di muri di tamponamento del loggiato e dalla costruzione di un ballatoio.
Il piano nobile, dotato di stanze alte circa 4 metri, doveva quindi svolgere funzioni pubbliche, i piani superiori servivano invece da abitazione.
Una scala in pietra dà accesso alla cantina dotata di soffitto a volta; sembra fosse utilizzata come prigione.